# Catharsius platycerus
Catharsius platycerus là một loài bọ cánh cứng trong họ Bọ hung (Scarabaeidae).